# Microfilária

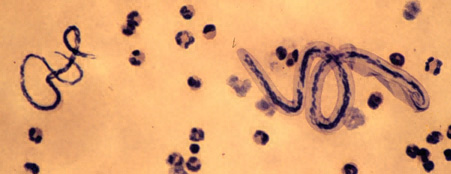
Mansonella perstans (à esquerda); Microfilárias Loa loa (à direita). As microfilárias L. loa têm uma coluna nuclear relativamente densa e uma bainha larga; A sua cauda afunila, é frequentemente enrolada, e os núcleos extendem até à ponta da cauda. Por outro lado, M. perstans é a espécie mais pequena, não possui bainha, e tem uma cauda pouco aguda, também com os seus núcleos extendendo até à ponta da cauda.

Microfilária é a designação dada em biologia à fase larvar de desenvolvimento dos filarídeos no sangue ou linfa dos organismos parasitados e nos tecidos do organismo vector.